# Arrondissement Verdun
Das Arrondissement Verdun ist eine Verwaltungseinheit im Département Meuse in der französischen Region Grand Est (bis Ende 2015 Lothringen). Hauptort (Sitz der Unterpräfektur) ist Verdun.
Im Arrondissement liegen neun Wahlkreise (Kantone) und 254 Gemeinden.

## Wahlkreise
- Kanton Belleville-sur-Meuse
- Kanton Bouligny
- Kanton Clermont-en-Argonne
- Kanton Dieue-sur-Meuse (mit 23 von 62 Gemeinden)
- Kanton Étain
- Kanton Montmédy
- Kanton Stenay
- Kanton Verdun-1
- Kanton Verdun-2

## Gemeinden
Die Gemeinden des Arrondissements Commercy sind:
| 1. Abaucourt-Hautecourt (55002)        | 2. Aincreville (55004)                 | 3. Ambly-sur-Meuse (55007)              | 4. Amel-sur-l’Étang (55008)           |
| 5. Ancemont (55009)                    | 6. Arrancy-sur-Crusnes (55013)         | 7. Aubréville (55014)                   | 8. Autréville-Saint-Lambert (55018)   |
| 9. Avillers-Sainte-Croix (55021)       | 10. Avioth (55022)                     | 11. Avocourt (55023)                    | 12. Azannes-et-Soumazannes (55024)    |
| 13. Baâlon (55025)                     | 14. Bantheville (55028)                | 15. Baulny (55033)                      | 16. Bazeilles-sur-Othain (55034)      |
| 17. Beauclair (55036)                  | 18. Beaufort-en-Argonne (55037)        | 19. Beaumont-en-Verdunois (55039)       | 20. Belleray (55042)                  |
| 21. Belleville-sur-Meuse (55043)       | 22. Belrupt-en-Verdunois (55045)       | 23. Béthelainville (55047)              | 24. Béthincourt (55048)               |
| 25. Bezonvaux (55050)                  | 26. Billy-sous-Mangiennes (55053)      | 27. Blanzée (55055)                     | 28. Boinville-en-Woëvre (55057)       |
| 29. Bonzée (55060)                     | 30. Bouligny (55063)                   | 31. Boureuilles (55065)                 | 32. Brabant-en-Argonne (55068)        |
| 33. Brabant-sur-Meuse (55070)          | 34. Brandeville (55071)                | 35. Braquis (55072)                     | 36. Bras-sur-Meuse (55073)            |
| 37. Bréhéville (55076)                 | 38. Breux (55077)                      | 39. Brieulles-sur-Meuse (55078)         | 40. Brocourt-en-Argonne (55082)       |
| 41. Brouennes (55083)                  | 42. Buzy-Darmont (55094)               | 43. Cesse (55095)                       | 44. Champneuville (55099)             |
| 45. Charny-sur-Meuse (55102)           | 46. Charpentry (55103)                 | 47. Châtillon-sous-les-Côtes (55105)    | 48. Chattancourt (55106)              |
| 49. Chaumont-devant-Damvillers (55107) | 50. Chauvency-le-Château (55109)       | 51. Chauvency-Saint-Hubert (55110)      | 52. Cheppy (55113)                    |
| 53. Cierges-sous-Montfaucon (55115)    | 54. Clermont-en-Argonne (55117)        | 55. Cléry-le-Grand (55118)              | 56. Cléry-le-Petit (55119)            |
| 57. Combres-sous-les-Côtes (55121)     | 58. Consenvoye (55124)                 | 59. Cuisy (55137)                       | 60. Cumières-le-Mort-Homme (55139)    |
| 61. Cunel (55140)                      | 62. Damloup (55143)                    | 63. Damvillers (55145)                  | 64. Dannevoux (55146)                 |
| 65. Delut (55149)                      | 66. Dieppe-sous-Douaumont (55153)      | 67. Dieue-sur-Meuse (55154)             | 68. Dombasle-en-Argonne (55155)       |
| 69. Dombras (55156)                    | 70. Dommartin-la-Montagne (55157)      | 71. Dommary-Baroncourt (55158)          | 72. Domremy-la-Canne (55162)          |
| 73. Doncourt-aux-Templiers (55163)     | 74. Douaumont-Vaux (55537)             | 75. Doulcon (55165)                     | 76. Dugny-sur-Meuse (55166)           |
| 77. Dun-sur-Meuse (55167)              | 78. Duzey (55168)                      | 79. Écouviez (55169)                    | 80. Écurey-en-Verdunois (55170)       |
| 81. Eix (55171)                        | 82. Épinonville (55174)                | 83. Esnes-en-Argonne (55180)            | 84. Étain (55181)                     |
| 85. Éton (55182)                       | 86. Étraye (55183)                     | 87. Flassigny (55188)                   | 88. Fleury-devant-Douaumont (55189)   |
| 89. Foameix-Ornel (55191)              | 90. Fontaines-Saint-Clair (55192)      | 91. Forges-sur-Meuse (55193)            | 92. Fresnes-en-Woëvre (55198)         |
| 93. Froidos (55199)                    | 94. Fromeréville-les-Vallons (55200)   | 95. Fromezey (55201)                    | 96. Futeau (55202)                    |
| 97. Génicourt-sur-Meuse (55204)        | 98. Gercourt-et-Drillancourt (55206)   | 99. Gesnes-en-Argonne (55208)           | 100. Gincrey (55211)                  |
| 101. Gouraincourt (55216)              | 102. Gremilly (55218)                  | 103. Grimaucourt-en-Woëvre (55219)      | 104. Gussainville (55222)             |
| 105. Halles-sous-les-Côtes (55225)     | 106. Han-lès-Juvigny (55226)           | 107. Hannonville-sous-les-Côtes (55228) | 108. Harville (55232)                 |
| 109. Haudainville (55236)              | 110. Haudiomont (55237)                | 111. Haumont-près-Samogneux (55239)     | 112. Heippes (55241)                  |
| 113. Hennemont (55242)                 | 114. Herbeuville (55243)               | 115. Herméville-en-Woëvre (55244)       | 116. Inor (55250)                     |
| 117. Iré-le-Sec (55252)                | 118. Jametz (55255)                    | 119. Jouy-en-Argonne (55257)            | 120. Julvécourt (55260)               |
| 121. Juvigny-sur-Loison (55262)        | 122. Labeuville (55265)                | 123. Lachalade (55266)                  | 124. Lamouilly (55275)                |
| 125. Landrecourt-Lempire (55276)       | 126. Laneuville-sur-Meuse (55279)      | 127. Lanhères (55280)                   | 128. Latour-en-Woëvre (55281)         |
| 129. Le Claon (55116)                  | 130. Le Neufour (55379)                | 131. Lemmes (55286)                     | 132. Les Éparges (55172)              |
| 133. Les Islettes (55253)              | 134. Les Monthairons (55347)           | 135. Les Souhesmes-Rampont (55497)      | 136. Liny-devant-Dun (55292)          |
| 137. Lion-devant-Dun (55293)           | 138. Lissey (55297)                    | 139. Loison (55299)                     | 140. Louppy-sur-Loison (55306)        |
| 141. Louvemont-Côte-du-Poivre (55307)  | 142. Luzy-Saint-Martin (55310)         | 143. Maizeray (55311)                   | 144. Malancourt (55313)               |
| 145. Mangiennes (55316)                | 146. Manheulles (55317)                | 147. Marchéville-en-Woëvre (55320)      | 148. Marre (55321)                    |
| 149. Martincourt-sur-Meuse (55323)     | 150. Marville (55324)                  | 151. Maucourt-sur-Orne (55325)          | 152. Merles-sur-Loison (55336)        |
| 153. Milly-sur-Bradon (55338)          | 154. Mogeville (55339)                 | 155. Moirey-Flabas-Crépion (55341)      | 156. Montblainville (55343)           |
| 157. Mont-devant-Sassey (55345)        | 158. Montfaucon-d’Argonne (55346)      | 159. Montigny-devant-Sassey (55349)     | 160. Montmédy (55351)                 |
| 161. Montzéville (55355)               | 162. Moranville (55356)                | 163. Morgemoulin (55357)                | 164. Mouilly (55360)                  |
| 165. Moulainville (55361)              | 166. Moulins-Saint-Hubert (55362)      | 167. Moulotte (55363)                   | 168. Mouzay (55364)                   |
| 169. Murvaux (55365)                   | 170. Muzeray (55367)                   | 171. Nantillois (55375)                 | 172. Nepvant (55377)                  |
| 173. Neuvilly-en-Argonne (55383)       | 174. Nixéville-Blercourt (55385)       | 175. Nouillonpont (55387)               | 176. Olizy-sur-Chiers (55391)         |
| 177. Ornes (55394)                     | 178. Osches (55395)                    | 179. Pareid (55399)                     | 180. Parfondrupt (55400)              |
| 181. Peuvillers (55403)                | 182. Pillon (55405)                    | 183. Pintheville (55406)                | 184. Pouilly-sur-Meuse (55408)        |
| 185. Quincy-Landzécourt (55410)        | 186. Rambluzin-et-Benoite-Vaux (55411) | 187. Rarécourt (55416)                  | 188. Récicourt (55419)                |
| 189. Récourt-le-Creux (55420)          | 190. Regnéville-sur-Meuse (55422)      | 191. Remoiville (55425)                 | 192. Réville-aux-Bois (55428)         |
| 193. Riaville (55429)                  | 194. Romagne-sous-les-Côtes (55437)    | 195. Romagne-sous-Montfaucon (55438)    | 196. Ronvaux (55439)                  |
| 197. Rouvres-en-Woëvre (55443)         | 198. Rouvrois-sur-Othain (55445)       | 199. Rupt-en-Woëvre (55449)             | 200. Rupt-sur-Othain (55450)          |
| 201. Saint-André-en-Barrois (55453)    | 202. Saint-Hilaire-en-Woëvre (55457)   | 203. Saint-Jean-lès-Buzy (55458)        | 204. Saint-Laurent-sur-Othain (55461) |
| 205. Saint-Pierrevillers (55464)       | 206. Saint-Remy-la-Calonne (55465)     | 207. Samogneux (55468)                  | 208. Sassey-sur-Meuse (55469)         |
| 209. Saulmory-Villefranche (55471)     | 210. Saulx-lès-Champlon (55473)        | 211. Senon (55481)                      | 212. Senoncourt-les-Maujouy (55482)   |
| 213. Septsarges (55484)                | 214. Sivry-la-Perche (55489)           | 215. Sivry-sur-Meuse (55490)            | 216. Sommedieue (55492)               |
| 217. Sorbey (55495)                    | 218. Souilly (55498)                   | 219. Spincourt (55500)                  | 220. Stenay (55502)                   |
| 221. Thierville-sur-Meuse (55505)      | 222. Thillot (55507)                   | 223. Thonne-la-Long (55508)             | 224. Thonne-les-Près (55510)          |
| 225. Thonne-le-Thil (55509)            | 226. Thonnelle (55511)                 | 227. Tilly-sur-Meuse (55512)            | 228. Trésauvaux (55515)               |
| 229. Vacherauville (55523)             | 230. Vadelaincourt (55525)             | 231. Varennes-en-Argonne (55527)        | 232. Vaudoncourt (55535)              |
| 233. Vauquois (55536)                  | 234. Velosnes (55544)                  | 235. Verdun (55545)                     | 236. Verneuil-Grand (55546)           |
| 237. Verneuil-Petit (55547)            | 238. Véry (55549)                      | 239. Vigneul-sous-Montmédy (55552)      | 240. Villécloye (55554)               |
| 241. Ville-devant-Chaumont (55556)     | 242. Ville-en-Woëvre (55557)           | 243. Villers-devant-Dun (55561)         | 244. Villers-lès-Mangiennes (55563)   |
| 245. Villers-sous-Pareid (55565)       | 246. Villers-sur-Meuse (55566)         | 247. Ville-sur-Cousances (55567)        | 248. Vilosnes-Haraumont (55571)       |
| 249. Vittarville (55572)               | 250. Warcq (55578)                     | 251. Watronville (55579)                | 252. Wavrille (55580)                 |
| 253. Wiseppe (55582)                   | 254. Woël (55583)                      |                                         |                                       |